# U.S. Route 2
A U.S. Route 2 (US 2) egy kelet–nyugati irányú szövetségi országút, ami az Amerikai Egyesült Államok északi határának mentén halad. Hossza 4138 km, Everettben (Washington államban) indul, áthalad kilenc államon és Houlton városnál, Maine államban végződik. Ez a legészakibb kelet–nyugat irányú országút az országban. Az országút összesen 11 államot érint (Washington, Idaho, Montana, Észak-Dakota, Minnesota, Wisconsin, Michigan, New York, Vermont, New Hampshire és Maine).
A US 2 országút két szakaszra bontható: egy nyugati és egy keleti szakaszra. A nyugati szakasz 3399 km hosszú, nyugati végpontja Everettnél (Washington államban), keleti végpontja St. Ignace-nál (Michigan államban), a Huron-tónál van. A keleti szakasz 740 km hosszú és főként Új-Anglia államaiban halad. Nyugati végpontja Rouses Point-nál (New York államban), míg keleti végpontja Houlton-nál (Maine államban) található.